# Torre Quintaneta
La Torre Quintaneta és un mas fortificat a la plana entre la vila de Torroella de Montgrí i l'Estartit (Baix Empordà). És entre la carretera Gi-641, al sud; el Camí Vell de l'Estartit, al nord; i la urbanització de les Dunes. S'hi pot arribar a partir del trencant cap al nord en el km 2,5 de la Gi-641 carretera que enllaça el nucli de Torroella amb l'Estartit. L'edifici és a uns 18 msnm L'edifici té una torre de defensa cilíndrica, actualment envoltada per la resta d'edificis del conjunt, amb dos matacans a la banda de ponent per defensar-se dels atacs dels pirates otomans i berberiscos. Igual que la Torre Gran, pertanyia a la família Quintana d'on prové el seu nom. El 1949 fou protegida com a Bé Cultural d'Interès Nacional per decret del Govern d'Espanya.